# Biểu tượng thất truyền
Biểu tượng thất truyền (The Lost Symbol), được viết với tên mã Chìa khóa Solomon, là tiểu thuyết xuất bản năm 2009 của tác giả người Mỹ Dan Brown. Đây là một tiểu thuyết kịch tính diễn ra ở Washington, D.C.
Được phát hành vào ngày 15 tháng 9 năm 2009, đây là tiểu thuyết thứ ba có sự xuất hiện của nhân vật Robert Langdon - một nhà nghiên cứu biểu tượng của trường Đại học Harvard, trước đó là các cuốn Thiên thần và Ác quỷ xuất bản năm 2000 và Mật mã Da Vinci xuất bản năm 2003. Với 6.5 triệu ấn phẩm trong lần phát hành đầu tiên (5 triệu tại Bắc Mỹ và 1.5 triệu tại Anh Quốc, đây là tác phẩm có số lượng xuất bản lớn nhất trong lịch sử của nhà xuất bản Doubleday. Ngày đầu tiên, đầu sách đã bán được 1 triệu bản bìa cứng và sách điện tử trên thị trường Mỹ, Anh quốc và Canada và trở thành sách bán nhanh nhất trong lịch sử tiểu thuyết dành cho người lớn. Tính đến ngày 25 tháng 9, cuốn sách dẫn đầu danh sách Best Seller của New York Times về tiểu thuyết bìa cứng.

## Cốt truyện
Toàn bộ câu chuyện xảy ra trong khoảng thời gian 12 tiếng tại Washington, D.C., và tập trung vào Hội Tam điểm. Robert Langdon được mời đến thuyết giảng tại National Statuary Hall thuộc Điện Capitol, với một giấy mời từ thầy giáo của mình, một thành viên Đẳng cấp 33 trong hội  Mason tên là Peter Solomon, đông thời cũng là trưởng Hiệp hội Smithsonian. Solomon đã yêu cầu Langdon mang theo một gói nhỏ mà ông ta đã nhờ Langdon lưu giữ vài năm trước đó. Tuy nhiên, khi đến khán phòng, thay vì gặp khán giả, Langdon nhận được một cú điện thoại từ người mà ông ta cho là thuộc văn phòng của Solomon và sau đó nghe thấy tiếng hét ở Capitol Rotunda. Khi chạy tới nơi, Langdon nhìn thấy tay phải của Peter Solomon đã bị chặt đứt ở giữa phòng. Bàn tay có các vết xăm trên các ngón và Langdon nhận ra đấy là biểu tượng của 'Mật thủ', dường như ngón tay chỉ thẳng lên bức họa The Apotheosis of Washington trên vòm mái của nhà Capitol. Langdon nhận ra rằng bạn mình đã bị bắt cóc và chặt đứt tay và kẻ bắt cóc muốn Langdon tìm ra Kim tự tháp Mason và theo tín ngưỡng của những người Mason, kim tự tháp này được cất giấu ở đâu đó tại Washington D.C và tìm ra từ bị thất lạc mà kẻ bắt cóc đã quyết định tìm kiếm.
Ngay sau đó, trưởng cảnh sát của Capitol xuất hiện và ngay sau đó là giám đốc Văn phòng An ninh CIA Inoue Sato. Khi Langdon bắt đầu phân tích các hình xăm trên ngón tay, ông nói với Sato là nếu di chuyển các ngón đang khép lại, các vắt xăm mới có thể được phát hiện. Bà Sato mở ngón tay ra và phát hiện một dấu hiệu mới và họ nhận ra rằng cần phải xoay ngược tay xuống. Cả nhóm đi theo hướng dẫn trên tay tới một khu bỏ hoang tại hầm của nhà Capitol và tới một phòng nhỏ trong đó có phòng thờ Mason của Peter Solomon. Trong phòng thờ có một sọ người và nhiều đồ vật trang trí khác. Tuy vậy, khi thắp nến lên, nhóm phát hiện ra có một bức màn và sau khi vén sang một bên, họ phát hiện ra một kim tự tháp nhỏ không có chóp trên đó có khắc chữ cho phép Langdon có thể di tiếp tới bước tiếp theo để cứu bạn.
Trong khi đó, Sato đã yêu cầu cảnh sát tòa nhà Capitol xét lại hình chụp X-quang đồ vật của Langdon khi vào tòa nhà và hình X-quang cho thấy gói Langdon cầm theo chứa một kim tự tháp nhỏ. Bà yêu cầu Langdon giải thích về điều này nhưng Langdon vì không biết trong gói có gì nên nói là không hiểu ý Sato. Sato cho rằng Langdon cố tình che giấu và định bắt Langdon về trụ sở CIA để thẩm vấn. Tại thời điểm này  Warren Bellamy, Giám đốc tòa nhà Capitol và cũng thuộc Hội Tam Điểm, xuất hiện ở phòng trong hầm, đánh gục cảnh sát trưởng và giám đốc CIA sau đó dẫn Langdon đi theo lên phía trên tòa nhà Capitol.
Kẻ bắt cóc hóa ra là Mal'akh, một tên khá thông minh và xăm toàn thân mình với các hình xăm. Mục tiêu của hắn là có được nguồn sức mạnh cổ xưa.. Hắn đòi Langdon giải mã các Bí ẩn cổ xưa để đổi lấy mạng Peter. Trong một vụ nổ khủng khiếp, hắn đã phá hủy phòng thí nghiệm do hiệp hội Smithson tài trợ của Tiến sĩ Katherine Solomon, em gái Peter vì với phòng thí nghiệm này, Katherine đã thử nghiệm thành công việc linh hồn người có khả năng ảnh hưởng tới vật chất. Thêm vào đó, CIA cũng đang ráo riết truy lùng Mal'akh vì An ninh quốc gia.
Trước khi xảy ra vụ nổ, Langdon đã phát hiện ra thủ phạm muốn giết Katherine và đã gọi điện cho bà, nhờ vậy mà Katherine đã may mắn thoát chết sau khi chui qua một cái lỗ nhỏ ở phòng thí nghiệm. Bà gọi cho 911 yêu cầu họ tới khám nhà Mal'akh mà bà đã từng tới đó khi bị hắn lừa là bác sĩ riêng của anh trai mình. Bà không hề biết rằng nhân viên 911 khi tới nhà đã bị Mal'akh bắt. Trước khi giết nhân viên này, hắn yêu cầu nhân viên gọi cho Katherine và đánh lừa Katherine là đã tìm thấy Peter trong nhà.
Khi Katherine gặp lại Langdon tại tòa nhà Capitol, cả hai đã cố gắng nỗ lực chạy trốn khỏi CIA nhưng sau đó đã bị bắt lại. Lúc đó Langdon đã giải mã được các bí ẩn trong kim tự tháp sử dụng các bảng giải mã cấp 4, Mal'alk đã giao hẹn gặp tại địa điểm chỉ ra sau khi đã giải mã. Sato đồng ý để Langdon, Katherine và một nhân viên CIA khác lái xe tới nhà Mal'alk để gặp Peter còn CIA tổ chức giăng bẫy bắt Mal'akh tại điểm hẹn. Tuy vậy, Mal'akh không bao giờ xuất hiện tại điểm hẹn mà thay vào đó giăng bẫy để giết nhân viên CIA và bắt Langdon và Katherine.
Mal'akh đặt Langdon vào một bình chứa nước có oxy và Langdon tưởng mình sắp chết đuối, trong lúc đó sử dụng hết minh mẫn để giải phần cuối của mật mã bằng bảng giải mã cấp 8 của Franklin. Mal'akh sau khi có được lời giải cuối cùng đem theo Peter và để Katherine chảy máu tới chết còn Langdon vẫn chìm trong bình nước. Tuy vậy, CIA đã tới kịp thời và giải thoát cho 2 người. Langdon cũng đoán được địa điểm của Mal'akh và chỉ cho CIA.
Sử dụng các băng Video quay lén khi Mal'akh được kết nạp và từng bước leo lên cấp cao nhất của Mason, Mal'akh dọa sẽ công bố cho thế giới bằng cách email cho các phương tiện truyền thông qua điện thoại và máy tính xách tay và ép Peter phải nói ra từ bị thất lạc để xăm lên phần còn lại duy nhất ở trên đầu. Mal'akh lúc đó mới thể hiện chính mình là Zachary Solomon, con trai của Peter. Trước đó, mọi người đã tưởng Zachary chết trong một nhà tù của Thổ Nhĩ Kỳ sau khi bị bắt vì buôn lậu ma túy.
Sau đó Zachary buộc Peter phải hiến mình vì hắn tin rằng đó là cách để có được quyền lực của Bóng tối. Peter mặc dù bị ép buộc nhưng vẫn không nỡ giết con. Lúc đó, máy bay trực thăng chở Sato sử dụng súng siêu âm để phá hủy máy tính trước khi truyền khi email được gửi xong đã vô tình văng cánh quạt vào kính và một mảnh kính đã đâm vào Zachary. Trước khi Zachary chết, Peter có nói là từ mà Zachary xăm không phải là từ đúng mà đó là cách hiểu sai.
Tuy vậy, Peter khẳng định với Langdon là từ bị thất lạc có tồn tại. Peter bịt mắt Langdon và dẫn tới một nơi mà Sato đã sắp xếp để cả hai có thể vào trong ít lâu. Khi mở mắt ra, Langdon nhìn thấy tòa nhà Capitol trước mặt và biết mình đang ở trên phòng trên đỉnh Đài tưởng niệm Washington.
Nhìn vào thành phố từ bốn cửa sổ tại đó, Langdon được biết là từ bị mất nằm dưới hàng trăm bậc thang dưới khối đá lớn dưới chân kim tự tháp. Langdon nhận ra rằng biểu tượng đó là chữ Laus Deo tiếng La tinh nghĩa là Ca ngợi Chúa. Các từ này, Langdon biết là được viết bằng chữ nhỏ ở trên chóp bằng nhôm của kim tự tháp trên đỉnh nhà tưởng niệm. Khi họ đi xuống các bậc thang, Solomon giải thích là phía dưới chính là một bản gốc của Kinh Thánh và bí mật được ẩn giấu trong những hình ảnh bình thường. Theo Kinh thánh, con người là một phần của Chúa.

## Nhân vật
- Robert Langdon, Nhà nghiên cứu biểu tượng đại học Harvard
- Mal'akh, thủ phạm chính thông minh và có nhiều vết xăm trên người
- Peter Solomon, Tổng thư ký của hiệp hội Smithsonian, là tỉ phú, một thành viên Hội Tam điểm cấp 33 và là huynh trưởng
- Katherine Solomon, nhà khoa học về Noetic, em gái của Peter Solomon
- Isabel Solomon, mẹ Peter và Katherine Solomon, bà của Zachary Solomon, bị giết 10 năm trước vào đêm Giáng sinh. Nạn nhân nữ đầu tiên của Mal'akh.
- Trish Dunne, trợ lý của Katherine Solomon và là nạn nhân nữ thứ hai của Mal'akh
- Mark Zoubianis, hacker bạn của Trish
- Warren Bellamy, Giám đốc tòa nhà Capitol, một thành viên Hội Tam Điểm
- Inoue Sato, Giám đốc Văn phòng An ninh CIA
- Nola Kaye, chuyên viên phân tích CIA
- Rick Parrish, chuyên viên an ninh CIA
- Turner Simkins, trưởng nhóm hiện trường CIA
- Reverend Colin Galloway, Tổng giám mục Nhà thờ Washington Cathedral, một thành viên Hội Tam điểm
- Trent Anderson, Cảnh sát trưởng phụ trách tòa nhà Capitol
- Alfonso Nuñez, lính gác tại tòa nhà Capitol
- Jonas Faukman, Tông biên tộc báo New York Times, bạn của Langdon và Peter
- Omar Amirana, tài xế taxi ở Washington DC
- Sĩ quan Paige Montgomery, sĩ quan trong Đội Ưu tiên, người phát hiện Peter Solomon ở nhà Mal'akh và bị giết sau đó bởi Mal'akh.
- Đặc vụ Hartmann, mật vụ CIA, bị Mal'akh giết

## Địa điểm
Các địa điểm trong truyện xảy ra ở nhiều địa điểm, có địa điểm do tác giả tự xây dựng nhưng cũng có nhiều địa điểm thật ở Washington D.C và vùng phụ cận. Một số điểm chính gồm.
- House of the Temple, trụ sở của nhánh Scottish Rite của hiệp hội Hội Tam Điểm. Đây là bối cảnh cho phần mở đầu và kết thúc kịch tính của tác phẩm (chương 121-122)
- United States Capitol. Tòa nhà này bao gồm sảnh Dotunda, vòm Dome, và các lối đi và phòng lưu trữ ở tầng hầm là bối cảnh cho nhiều hành động của truyện
- Washington Monument. Là bối cảnh cho kịch tính của truyện(Chương 131).

## Quá trình viết truyện
Cuốn truyện được viết trong nhiều năm; ban đầu dự kiến xuất bản năm 2006. Tuy vậy ngày xuất bản đã hoãn lại nhiều lần. Cuốn truyện được xuất bản vào ngày 15 tháng 9 năm 2009 với số lượng ban đầu là 6.5 triệu bản, số bản in lớn nhất trong lịch sử xuất bản của Random House. Sách điện tử eBook và sách nói cũng được ra mắt trong cùng ngày.

### Doanh thu
Biểu tượng thất truyền phá vỡ các kỷ lục về doanh thu và trở thành sách người lớn bán chạy nhất trong lịch sử với hơn 1 triệu bản được bán trong ngày phát hành đầu tiên. Sau tuần đầu tiên, tại Mỹ, Canada và Anh Quốc, hai triệu bản đã được bán ra. Sách bìa cứng đã được đặt hàng trước hàng tháng trước khi phát hành và được đặt hàng với khối lượng lớn tại Mỹ và Canada.
Ngày đầu tiên phát hành, sách cũng đứng đầu danh sách của amazon.com, và bản mềm Amazon Kindle trở thành mặt hàng bán chạy nhất trên toàn Amazon.com, vượt qua cả doanh số của bản bìa cứng. Bản mềm cũng đứng thứ 6 về xếp hạng các sách được đặt hàng trước khi xuất bản. Biểu tượng thất truyền cũng đứng đầu danh sách bán chạy nhất ở các website Canada và Anh quốc của Amazon. Cả Barnes & Noble và Waterstone's cũng thông báo cuốn sách phá vỡ mọi kỷ lục trước đó về tiểu thuyết người lớn tại Anh. Theo số liệu của Nielsen BookScan, 550.946 bản Biểu tượng thất truyền được bán trong tuần đầu tiên với doanh số 4.6 triệu bảng Anh. Kết thúc tuần thứ 2, Transworld đặt mục tiêu in tới 1.5 triệu bản. Tới 25 tháng September, cuốn sách đứng thứ nhất trong danh sách New York Times Best Seller  đối với tiểu thuyết bìa cứng.

### Tiếp nhận
The New York Times ca ngợi cuốn sách "không thể đặt xuống" và cho rằng Brown đã "mang lại sự hấp dẫn cho một thể loại đã chết từ lâu". Tuy vậy, tạp chí này cũng nêu lên việc sử dụng quá nhiều các câu cửa miệng và dùng chữ in nghiêng cộng với thiếu logic về động cơ của các nhân vật. Thêm vào đó, tạp chí cũng cho là có nhân vật giống với nhân vật Jar Jar Binks. Los Angeles Times viết "Cách tường thuật của Brown quá nhanh trừ một vài thời điểm mà ai đó trở thành từ điển bách khoa toàn thư. " Newsweek cho rằng kết cục của cuốn sách "có thể đoán trước" và để có thể chấp nhận "Biểu tượng thất truyền" cũng như "Mật mã Da Vinci", độc giả phải thừa nhận nhiều trùng hợp ngẫu nhiên. Tuy vậy đây vẫn là một cuốn sách lôi cuốn và Brown "là một người xây dựng mê cung và sau đó hướng dẫn bạn đi qua mê cung đó. Ông ta có tài trong việc phát hiện các sự thật kỳ lạ cũng như áp đặt lịch sử và hòa trộn sự thật với lịch sử để tạo ra một món hầm rồi đặt câu hỏi nếu thực sự thế thì sao?" The National Post gọi là một tác phẩm được xử lý nặng nề nhưng ít kịch tính và nhân vật phản diện chính (Mal'akh) "có nét tương đồng khó chịu" với nhân vật Francis Dolarhyde trong tác phẩm viết năm 1981 của Thomas Harris với tựa đề Red Dragon. Daily Telegraph viết rằng cuốn tiểu thuyết "không hẳn là một thảm kịch văn chương như đã dự đoán" TIME cho rằng nội dung cũng khá thú vị nhưng "Sẽ là vô trách nhiệm nếu không chỉ ra cảm giác chung, nếu không nói từng chi tiết, của lịch sử văn chương của Brown là đúng. Ông ta luôn chỉ ra nơi mà ranh giới về văn hóa của chúng ta thực sự là hỗn loạn." Bài phê bình của tiểu thuyết gia William Sutcliffe trên Financial Times bình luận đây là "một tiểu thuyết không lấy đi của độc giả cái gì nhưng cũng chẳng mang lại cho độc giả điều gì".

## Chuyển thể
Tác phẩm dự kiến được Columbia Pictures chuyển thể thành phim, sẽ công chiếu vào năm 2012.

## Liên quan
- Hội Tam Điểm
- Circumpunct
- Kryptos
- Institute of Noetic Sciences

## Tham chiếu
1. 1 2  Italie, Hillel (ngày 20 tháng 4 năm 2009). "New Dan Brown novel coming in September". Associated Press. Lưu trữ bản gốc ngày 24 tháng 4 năm 2009. Truy cập ngày 20 tháng 4 năm 2009.
2. 1 2  Carbone, Gina (ngày 20 tháng 4 năm 2009). "Dan Brown announces new book, 'The Lost Symbol'". Boston Herald. Bản gốc lưu trữ ngày 22 tháng 2 năm 2012. Truy cập ngày 20 tháng 4 năm 2009.
3. ↑  ""ET Breaks News: Dan Brown Has Finished New Book" ETonline, 12 tháng 2 năm 2009". Bản gốc lưu trữ ngày 4 tháng 5 năm 2009. Truy cập ngày 12 tháng 10 năm 2009.
4. ↑  "Dan Brown's 'Lost Symbol' Sells 1 Million Copies in the First Day". The New York Times. ngày 16 tháng 9 năm 2009. Truy cập ngày 16 tháng 9 năm 2009.
5. 1 2  "Best Selles: Hardcover Fiction". New York Times. ngày 25 tháng 9 năm 2009. Truy cập ngày 26 tháng 9 năm 2009.
6. ↑  "Keys to Dan Brown's Solomon Key". Truy cập ngày 20 tháng 12 năm 2008.
7. ↑  De Vera, Ruel S. (ngày 15 tháng 9 năm 2009). "Dan Brown's 'Lost' is no 'Da Vinci Code'". Philippine Daily Inquirer. Bản gốc lưu trữ ngày 22 tháng 9 năm 2009. Truy cập ngày 14 tháng 9 năm 2009.
8. ↑  "A New World: Scheduling E-Books". New York Times. ngày 15 tháng 7 năm 2009. Truy cập ngày 15 tháng 7 năm 2009.
9. ↑  "Dan Brown moves to Washington for new thriller". Reuters. ngày 8 tháng 7 năm 2009. Truy cập ngày 15 tháng 7 năm 2009.
10. ↑  "The Lost Symbol eBook (Kindle Version)". Amazon.com. ngày 17 tháng 8 năm 2009. Truy cập ngày 19 tháng 8 năm 2009.
11. ↑  "Download The Lost Symbol - Preorder". audible.com. ngày 12 tháng 9 năm 2009. Bản gốc lưu trữ ngày 26 tháng 8 năm 2009. Truy cập ngày 12 tháng 9 năm 2009.
12. ↑  Irvine, Chris (ngày 14 tháng 9 năm 2009). "Dan Brown's The Lost Symbol 'will be biggest selling adult fiction novel of the decade'". The Telegraph. Truy cập ngày 14 tháng 9 năm 2009.
13. ↑  . Associated Press. ngày 23 tháng 9 năm 2009 http://www.nydailynews.com/entertainment/music/2009/09/23/2009-09-23_clinton_book_record_beaten_by_da_vinci_scribe_brown.html. Truy cập ngày 23 tháng 9 năm 2009. {{Chú thích báo}}: |title= trống hay bị thiếu (trợ giúp)
14. ↑  "Dan Brown returns with Da Vinci Code sequel, The Lost Symbol". The Guardian. ngày 20 tháng 1 năm 2009. Truy cập ngày 20 tháng 4 năm 2009.
15. ↑  "New Dan Brown book offers industry hope". The Sydney Morning Herald. ngày 21 tháng 4 năm 2009. Truy cập ngày 21 tháng 4 năm 2009.
16. ↑  Amazon's Bestsellers in Books (accessdate 2009-09-16)
17. ↑  "Dan Brown's The Lost Symbol on Kindle is Amazon top seller". The Daily Telegraph. ngày 16 tháng 9 năm 2009. Truy cập ngày 16 tháng 9 năm 2009.
18. ↑  Amazon.ca Bestsellers in Books (accessdate 2009-09-16)
19. ↑  Amazon.co.uk  Bestsellers in Books (accessdate 2009-09-16)
20. ↑  "To No One's Surprise, Dan Brown Books Are Flying Off Bookshelves". The New York Times. ngày 15 tháng 9 năm 2009. Truy cập ngày 17 tháng 9 năm 2009.
21. ↑  "Dan Brown's Lost Symbol sets adult fiction sales record". The Guardian. ngày 17 tháng 9 năm 2009. Truy cập ngày 17 tháng 9 năm 2009.
22. ↑  Stone, Philip (ngày 22 tháng 9 năm 2009). "Dan Brown sells 550.000 in first week". theBookseller.com. Bản gốc lưu trữ ngày 26 tháng 9 năm 2009. Truy cập ngày 22 tháng 9 năm 2009.
23. ↑  Maslin, Janet (ngày 13 tháng 9 năm 2009). "Fasten Your Seat Belts, There's  Code to Crack". The New York Times. Truy cập ngày 13 tháng 9 năm 2009.
24. ↑  Owchar, Nick (ngày 14 tháng 9 năm 2009). "Book Review: 'The Lost Symbol'". Los Angeles Times. Truy cập ngày 13 tháng 9 năm 2009.
25. ↑  Jones, Malcolm (ngày 15 tháng 9 năm 2009). "Book Review: Dan Brown's 'The Lost Symbol'". Newsweek. Bản gốc lưu trữ ngày 22 tháng 9 năm 2009. Truy cập ngày 18 tháng 9 năm 2009.
26. ↑  Wiersema, Robert (ngày 17 tháng 9 năm 2009). "Review: Dan Brown's The Lost Symbol". National Post. Bản gốc lưu trữ ngày 19 tháng 9 năm 2009. Truy cập ngày 18 tháng 9 năm 2009.
27. ↑  Jehu, Jeremy (ngày 15 tháng 9 năm 2009). "Dan Brown's The Lost Symbol, review". The Telegraph. Truy cập ngày 18 tháng 9 năm 2009.
28. ↑  Grossman, Lev (ngày 15 tháng 9 năm 2009). "How Good Is Dan Brown's The Lost Symbol?". TIME. Bản gốc lưu trữ ngày 23 tháng 9 năm 2009. Truy cập ngày 18 tháng 9 năm 2009.
29. ↑  Sutcliffe, William (ngày 19 tháng 9 năm 2009). "The Lost Symbol". Financial Times. Truy cập ngày 22 tháng 9 năm 2009.
30. ↑  "Columbia moves on 'Symbol'". Variety.com. ngày 20 tháng 4 năm 2009. Truy cập ngày 1 tháng 9 năm 2009.
31. ↑  "The Mystery of Dan Brown". The Guardian. tháng 9 năm 2009. Truy cập ngày 22 tháng 9 năm 2009.